# Johann Baptist Wirthmüller
Johann Baptist Wirthmüller (* 20. Juni 1834 in Haarpaint, Niederbayern; † 13. Mai 1905 in München) war ein deutscher katholischer Theologe, Hochschullehrer und Universitätsprediger.

## Leben
Wirthmüller wurde als Sohn von Simon und Theresia Wirthmüller (geb. Buchner) geboren. Er studierte am königlichen Lyzeum, dem Vorläufer der Philosophisch-theologischen Hochschule Regensburg Philosophie und Theologie, dann Theologie in München. Am 21. August 1857 wurde Wirthmüller in Regensburg zum Priester geweiht. 1859 folgte seine Promotion in München, dann war er in der Diözese Regensburg seelsorglich tätig. Im Jahr 1865 habilitierte er sich an der Universität München für das Fach Dogmatik, arbeitete dort als Privatdozent und war 1864 bis 1867 Universitätsprediger. Ab 1867 war er als außerordentlicher Professor, ab 1871 ordentlicher für Patrologie, theologische Einleitungswissenschaften, biblische Hermeneutik und (ab August 1872) neutestamentliche Exegese in Würzburg tätig, von 1874 bis 1905 Professor für Moraltheologie an der Universität München (von 1906 bis 1905 beurlaubt). Außerdem übernahm er 1880 die Aufgabe des Universitätspredigers. Er war mehrfach Dekan der Theologischen Fakultät. Er war er Ehrenmitglied der katholischen Studentenverbindungen KDStV Markomannia Würzburg (seit 1873) und der KDStV Aenania München (seit 1874), beide im CV, und KSStV Alemannia München.

### Auszeichnungen
- 1884 Königlich-Bayerischer Verdienstorden vom Hl. Michael I.Klasse
- 1893 Erzbischöflicher Geistlicher Rat

## Schriften (Auswahl)
- Fr. Xav. Reithmayr, ss. theologiae doctor ... et h. t. decanus ad disputationem publicam pro summis in theologia  honoribus rite capessendis ab ... Joanne Baptista Wirthmüller, Haarpaintensi, dioeceseos Ratisbonensis presbytero, die XXVII. mensis Julii MDCCCLIX, München 1859.
- Die Nazoräer, Regensburg 1864.
- Die Lehre des hl. Hilarius von Poitiers über die Selbstentäußerung Christi. Vertheidiget gegen die Entstellung neuerer protestantischer Theologen, Regensburg 1865.
- Encyclopädie der katholischen Theologie. Eine propädeutische Einleitung in ihr Studium, Thomann, Landshut 1874.
- Die moralische Tugend der Religion in ihren unmittelbaren Akten und Gegensätzen, Freiburg im Breisgau 1881, (unveränderter Nachdruck, Verlag Hansebooks, Norderstedt 2017, ISBN 9783743645264).
- Biblische Archäologie (Hrsg.), 2 Bände, Freiburg im Breisgau 1886/88.
- Über das Sittengesetz, Würzburg 1878.
- Ad disputationem publicam pro summis in theologia honoribus rite capescendis ab...  Petro  Dausch,  ...  die XXVIII. mensis Februarii MDCCCLXXXXI, München 1891.
- Ad disputationem publicam pro summis in theologia honoribus rite capessendis ab ... Joanne Francisco Muth ... die XVII. mensis Junii MDCCCXCIX, München 1899.
- Ad  disputationem  publicam  pro  summis  in  theologia  honoribus  rite  capescendis ab  ...  Georgio  Neckermann  ...  die  XVII.  mensis  Junii  MDCCCXCIX,  München 1899.
- Vorträge über Moraltheologie im besonderen, o.A.